# Tartarugalzinho
Tartarugalzinho è un comune del Brasile nello Stato dell'Amapá, parte della mesoregione di Norte do Amapá e della microregione di Amapá.